# Rafícero-do-cabo
O rafícero-do-cabo (Raphicerus melanotis), também conhecido em português como xipene-do-cabo, é um pequeno antílope africano endêmico da África do Sul.
Pertence ao mesmo gênero biológico que os demais xipenes encontrados em Moçambique e países vizinhos, o rafícero-campestre (Raphicerus campestris) e o rafícero-de-sharpe (Raphicerus sharpei).